# Haags Montessori Lyceum
Het Haags Montessori Lyceum (HML) is een middelbare school in Den Haag. De school is gevestigd met een mavo/havo-locatie aan de Neuhuyskade en havo/vwo-locatie op de Nassau Bredastraat in Benoordenhout.

## Geschiedenis
Op de plek van het gebouw stond van 1863 tot 1943 de Haagse Dierentuin. In 1950 opende het HML zijn deuren in het huidige gebouw aan de Nassau Bredastraat 5 als reactie op de groeiende behoefte aan vernieuwend voortgezet onderwijs in Den Haag, geïnspireerd door de pedagogiek van Maria Montessori. Het was een van de eerste scholen in Nederland die het montessoriconcept doortrok naar het voortgezet onderwijs. In de beginjaren begon de school kleinschalig, met een duidelijke nadruk op persoonlijke ontwikkeling en zelfstandigheid. In de loop van de decennia groeide het HML uit tot een gerenommeerde instelling. 
In 2019 breidde de school uit met een tweede locatie in een bestaand kantoorpand uit 1967 aan de Neuhuyskade, deze werd speciaal ingericht voor mavo/havo-leerlingen. Er zijn geruchten dat het huidige gebouw op de Nassau Bredastraat naar de grond gaat, om plaats te maken voor een gloednieuw gebouw op hetzelfde terrein.

## Uniek onderwijs
Het Haags Montessori Lyceum onderscheidt zich als een van de weinige voortgezet onderwijsinstellingen in Nederland die het montessoriconcept volledig integreert binnen mavo-, havo- en vwo-onderwijs. Centraal in de onderwijsvisie staat het bevorderen van zelfstandigheid, zelfvertrouwen en intrinsieke motivatie. Leerlingen krijgen binnen vaste kaders ruimte om hun eigen leerproces vorm te geven, waarbij persoonlijke begeleiding en reflectie een essentiële rol spelen.
Het HML werkt met heterogene onderbouwklassen waarin leerlingen van verschillende niveaus samenwerken, wat bijdraagt aan een inclusieve leeromgeving en doorstroommogelijkheden vergroot. In de bovenbouw wordt het onderwijs verder verdiept en gepersonaliseerd, met keuzevrijheid in vakkenpakketten en ruimte voor profielgerichte projecten. Kenmerkend is ook de nadruk op maatschappelijke betrokkenheid, culturele vorming en creatieve expressie, waardoor leerlingen breed worden voorbereid op hun rol in de samenleving.

## Bekende HML'ers
Dit zijn bekende Nederlanders die als leerling op het HML op school hebben gezeten:
1. Victor Mids 
2. Frank Dane 
3. Bridget Maasland
4. Robert Jensen
5. Sjimmy Bruijninckx
6. Isolde Hallensleben
7. Bart Ettekoven
8. Eva Duijvestein
9. Sterre Herstel
10. Camiel Meiresonne (Son Mieux)
11. Milo Driessen (Goldband)
12. Priscilla Knetemann
13. Manou Jue Cardoso
14. Jet van der Steen
15. Sophie in 't Veld
16. Marleen Scholten
17. Judith Belinfante
18. Tomas Lieske
19. Kenneth Gonçalves
20. Marietje Schaake
21. Matijs Jansen
22. Medina Schuurman
23. Kay Mastenbroek
24. Simone van Saarloos
25. Karen de Bok
26. Willem van der Ham
Ook een leraar van het HML is in het nieuws gekomen, dit betreft een geschiedenisleraar die veroordeeld is voor ontucht plegen met een aan zijn opleiding toevertrouwde minderjarige, meermalen gepleegd.
Daarnaast is er ook nog een single van Monique Smit en Tim Douwsma opgenomen op het HML, namelijk: Eén zomeravond met jou